# Синагога у Карловцу
Синагога у Карловцу  била је једна  од тридесетак синагога сазиданих током 19. века у тадашњој држави Краљевина Хрватска и Славонија (мађ. Horvát-Szlavónia Királyság, нем. Königreich Kroatien und Slawonien) која је била номинално аутономна краљевина унутар Краљевине Угарске у саставу Аустроугарске монархије. Тада је синагога  припадала Земљама круне Светог Стефана, односно мађарском делу Монархије, у којем је поглавар дома Хабсбурговаца владао као краљ.

## Историја
Први молитвени дом Јевреја у Карловцу снован  је у првој половини 19. века у приватној кући у Флоријанској улици. Јеврејска заједница је кућу изнајмила од Јосипа Смендеровца, јер Јевреји нису смели да поседују некретнине до царског декрета 1859. године.
Након што је јеврејска верска заједница Карловац економски ојачана у другој половини 19. века, и након што је царски декрет из 1859. дао Јеврејима могућност да купују некретнине, јеврејска заједница је одлучила да изгради сопствену синагогу. Земљиште је купљено 1870. године у данашњој Шебетићевој улици за 2.000 ондашњих форинти.
Те године председник јеврејске верске заједнице био је Филип Реинер, а општински одборници Максо Блаухорн, Максо Хеинрицх, Јосип Веисс, Игњат Хафнер и Самуел Фрохлицх. Изградња храма поверена је Људевиту Каппнеру и Ернесту Мухлбауеру. Изграђена је доприносима општинских званичника. Веће износе у ову сврху даровали су: Његово Краљевско Височанство апостолско величанство Фрањо Јозеф I град Карловац, барон Ротшилд, Филип Реинер, Бернхард и Јаков Ледерер и Самуел Веис из Загреба.
Синагога је изграђена у стилу историцизма, са одликама неоготике и неоренесансе. Синагога је отворена и освештана 6. септембра 1871. године. Догађај је увеличала војна музика, уз присуство градских власти и делегација других јеврејских верских заједница.
О синагоги је сачувано врло мало докумената. У Државном архиву града Карловца у збирци грађевинске документације постоји само један документ о карловачкој синагоги. Реч је о грађевинској дозволи од 11. фебруара 1936. године у којој Јеврејска верска заједница извештава о поправци и фарбању фасаде синагоге. Синагога је поседовала и оргуља.

## Девастација синагоге
Према сведочењу Славка Голдштајна, карловачка синагога су девастирале усташке јединице 1941. и 1942. године. Тадашње усташке власт претворила је молитвени дом у складиште након што су уклонили из синагоге све јеврејске симболе и реквизите.
Након Другог светског рата синагога није обнављана. Савез јеврејских заједница Југославије  са владом СФР Југославије закључио је споразум према коме је град поста власник необновљених синагога. Заузврат је „Удружење Јеврејске заједнице Југославије“ добило простор и средства за изградњу домова за старе и немоћне и одржавање гробаља. По том споразуму карловачке градске власти срушиле су зграду девастиране синагоге заједно са углом трговца Петра Сљепчевића 1960. године.
Рушењем синагоге град Карловац је остао без вредног сакралног споменика који је сведочио о његовој богатој духовној историји.